# Reformkommunizmus
A reformkommunizmus alatt több fogalmat is lehet érteni. Az egyik a maoista irányzat, mely szerint a kommunizmusba történő áttérés, hosszabb folyamat és a magántulajdonon alapuló kapitalista viszonyok az átmeneti időszakban megengedettek. A másik szerint a megújítás elengedhetetlen, ezért a marxizmust meg kell reformálni. 
A reformkommunisták ideológiája nem dogma, hanem a marxista tanok időszerű alkalmazása, ezért folyamatos igény, hogy újítsanak a kommunista elméleten. Az egyik legjelentősebb ilyen reformkommunista áramlat az eurokommunizmus. Korai reformkommunista áramlat a luxemburgizmus is, mely Rosa Luxemburg elgondolásain alapult.

## Ázsiai reformkommunizmus
A reformkommunizmus sikeresebb változata az ázsiai, mely a maoizmusból fejlődött ki, Mao Ce-tung halála utáni Kínában. Ezen áramlat szerint a kommunizmus bevezetését hosszú időszak előzi meg, melyben a kapitalista gazdasági viszonyok dominálnak. A kommunista párt szerepe a gazdaság koordinálása és a politikai egyeduralom megőrzése abból a célból, hogy a kapitalisták ne jussanak politikai hatalomhoz. Ez a reformkommunista áramlat tagadja a termelőeszközök társadalmi tulajdonának szükségességét a hosszú átmeneti időszak alatt, sőt kifejezetten a magántulajdon mellett száll síkra.
Jelenleg ilyen típusú reformkommunista rendszer működik Kínában, Vietnámban és Laoszban.